# NextGen Series
Les NextGen Series sont une ancienne compétition de football se voulant similaire à la Ligue des champions mais réservée aux équipes de moins de 19 ans. Créées en 2011 à l’instigation du directeur sportif du Brentford FC, Mark Warburton, elles visaient à réduire le fossé entre les compétitions seniors et les compétitions de jeunes,.

## Historique
La première édition se dispute en 2011-2012 et voit s’affronter seize équipes choisies sur invitation et réparties en quatre poules. La seconde édition comporte 24 clubs, qui sont 15 des 16 participants de la première édition (seul le FC Bâle n'y participe plus) plus 9 nouvelles équipes. Les équipes sont réparties en 6 poules de 4.

### Palmarès par édition
| Numéro | Édition | Vainqueur      | Finaliste      | Score              | Lieu                             |
| ------ | ------- | -------------- | -------------- | ------------------ | -------------------------------- |
| 1      | 2012    | Inter Milan    | Ajax Amsterdam | 1-1 (5 t.a.b. à 3) | Brisbane Road, Londres           |
| 2      | 2013    | Aston Villa FC | Chelsea FC     | 2-0                | Stadio Giuseppe Sinigaglia, Côme |